# Antonia Franceschi

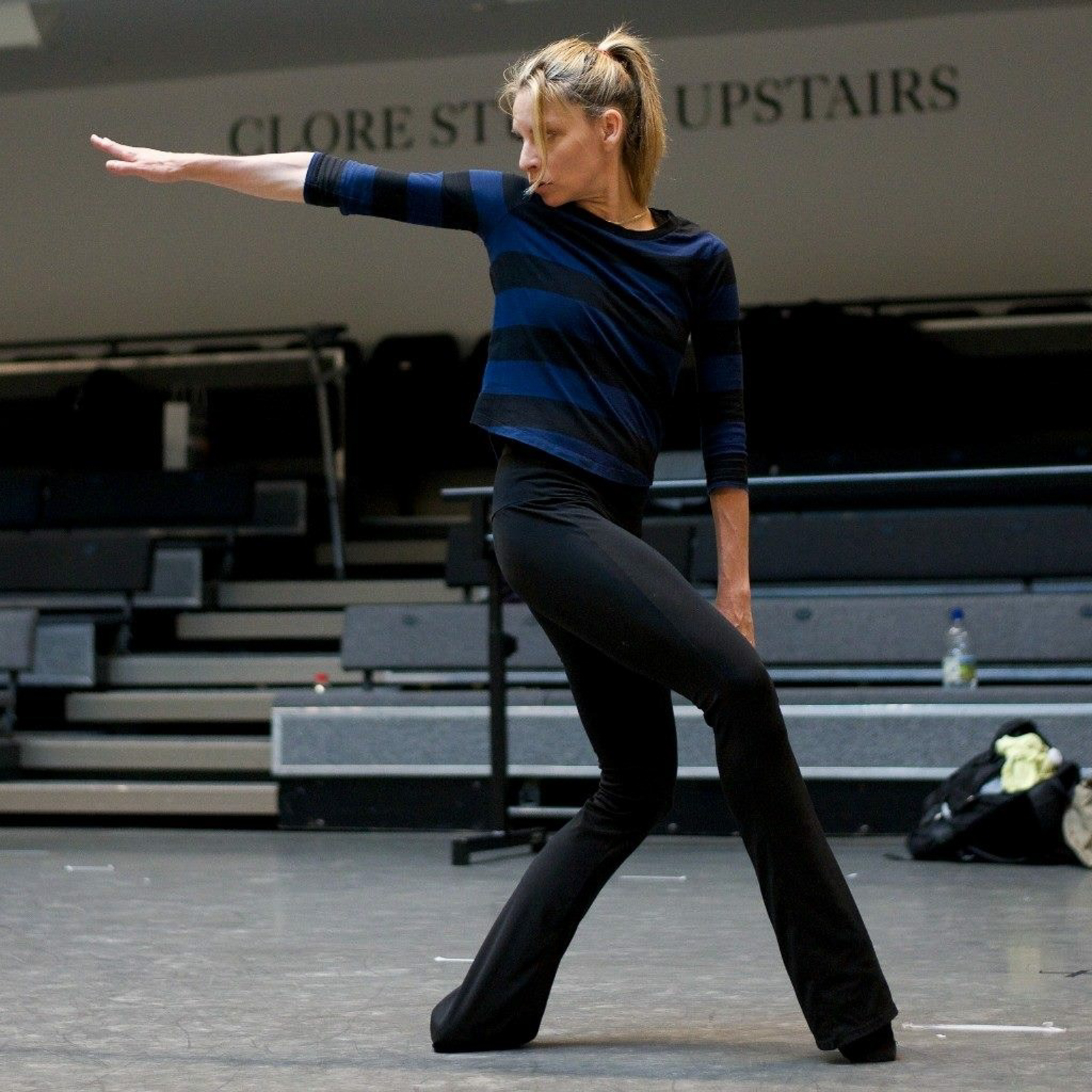
Antonia Franceschi (2017)

Antonia Franceschi (* 30. März 1960 in Grand Rapids, Michigan) ist eine US-amerikanische Balletttänzerin, Choreografin und Schauspielerin. Bekanntheit erlangte sie durch ihre Mitwirkung in dem Spielfilm Fame – Der Weg zum Ruhm (1980).

## Biografie

### Ausbildung und Durchbruch mit „Fame“
Antonia Franceschi zog im Alter von acht Jahren mit ihrer frisch geschiedenen Mutter und ihrem Bruder nach New York. Ihre Mutter stotterte, litt unter Depressionen und vernachlässigte ihre Kinder; die Familie hatte finanzielle Schwierigkeiten. Gleichzeitig wuchs Franceschi in einem Manhattaner Problembezirk auf und schloss sich laut eigenen Angaben aus Selbstschutz lokalen Jugendbanden an. Sie kam früh mit Alkohol, Drogen und Missbrauch in Kontakt, ehe sie begann, sich inspiriert von Margot Fonteyn für den Tanz zu begeistern („Dies war mein Retter“). Sie erhielt ihre Tanzausbildung an der School of American Ballet, der Ballettschule des New York City Ballet (NYCB), wo sie dreimal die Woche von Margaret Craske unterricht wurde. Mit elf Jahren begann sie durch ihre Theaterarbeit Geld zu verdienen. Ab 1976 nahm sie Schauspielunterricht an der School of Performing Arts in ihrer Heimatstadt.
Als 16-Jährige fälschte Franceschi ihre Geburtsurkunde, um als Hintergrundtänzerin in dem Filmmusical Grease (1977) an der Seite von Olivia Newton-John mitwirken zu können. Den Unterricht an der Ballettschule bezahlte sie mit ihren Engagements in Filmen. Internationale Bekanntheit brachte Franceschi 1980 Alan Parkers Fame – Der Weg zum Ruhm ein. Der Musicalfilm schildert in fünf Episoden (Aufnahmeprüfungen und vier Semester) den Werdegang einer Gruppe von Schülern der New Yorker School of Performing Arts. Franceschi übernahm die Rolle der reichen und hochnäsigen Ballettschülerin Hilary Van Doren die gemeinsam mit Irene Cara um die Gunst des ungebildeten schwarzen Tänzers Leroy (gespielt von Gene Anthony Ray) buhlt. Laut Franceschi hatte die Filmcrew zuvor keine junge Balletttänzerin finden können, die auch die Schauspielerei beherrschte. Für das Vorsprechen spielte Franceschi die auch im Film verwendete Weinkrampfszene vor und erhielt den Part.
Fame, das die Sorgen, Nöte und Träume von aufstrebenden Tänzern, Sängern, Schauspielern und Musikern zeigt, war großer Erfolg beim Publikum und Lob seitens der Kritiker beschieden. Der Film wurde mit zwei Oscars und einem Golden Globe Award ausgezeichnet und ließ Werke ähnlicher Thematik (Flashdance, 1983; Footloose, 1984) und eine gleichnamige Fernsehserie (1982–1987) folgen. Franceschi trat nach dem anfänglichen Erfolg nicht mehr als Schauspielerin in Erscheinung. Für eine dreiwöchige Sommersaison am Broadway schloss sie sich 1980 der Kompanie von Natalja Makarowa an und ersetzte für einige Aufführungen die verletzte Makarowa als Solistin (unter anderem in Sinona No. 5 for Harpsichord and Violin). 1981 wurde sie von George Balanchine ausgewählt, Mitglied des New York City Ballet zu werden („Es war der wichtigste Moment in meinen Leben ...“). Dabei entschied sie sich gegen einen Vertrag im Wert von 500.000 US-Dollar über drei Hollywood-Filme. Der Balletttruppe des NYCB sollte sie bis 1992 angehören. Während dieser Zeit arbeitete sie mit so bekannten Choreografen wie Jerome Robbins (unter anderem Interplay, 1983; Piano Pieces, 1985), Jean-Pierre Bonnefoux (Shadows, 1985) oder Lar Lubovitch (The Red Shoes, 1993) zusammen.

### Übersiedlung nach London und Arbeit als Choreografin
Antonia Franceschi heiratete in erster Ehe einen Klarinettenspieler, den sie als Mitglied des Ballettorchesters kennengelernt hatte. In zweiter Ehe ist sie mit einem Engländer verheiratet, dem sie 1995 nach London folgte. Aus der Beziehung ging ein Sohn hervor. Sie lebt als freischaffende Tänzerin, Choreografin und Lehrerin in Camden. In London erschien sie unter anderem in Choreografien von Javier de Frutos (Night & Day, 1997) und begann Ende der 1990er-Jahre selbst als Choreografin zu arbeiten. 1998 inszenierte sie mit Tänzern des New York City Ballett George Balanchines Apollo und Tschaikovsky Pas de Deux in der Londoner Queen Elizabeth Hall. Die britische Tageszeitung The Independent lobte Franceschi für die Auswahl der Tänzer, das Programm und ihr Auskommen mit einem geringen Budget. Ein Jahr später erhielt sie für ihren Beitrag zum Tanz einen Time Out Award.
Ende 2002 inszenierte und tanzte sie im semi-autobiografischen Ballett Up From the Waste nach einem Drehbuch von Martin Sherman im Londoner West End. Bestandteil der gemeinsam mit dem National Theatre organisierten Produktion, mit Rap und Originalmusik von Gary Yershon, war auch ein selbstgeschriebener Monolog, der die Gang-Kultur New Yorks beschrieb. 2003 tanzte sie gemeinsam mit Karl Sullivan das Duett Sophie von Cathy Marston, nach dem Roman Sophie’s Choice von William Styron. 2009 arbeitete sie mit dem Ballet Black zusammen und es entstand das Stück Kinderszenen sowie Pop8. Letztgenannte Choreografie verband Straßen- und klassischen Tanz mit Film und Musik.

## Aufführungen (Auswahl)

### Tänzerin
| Jahr | Stück                                              | Produktion                                          | Bühne                                          |
| ---- | -------------------------------------------------- | --------------------------------------------------- | ---------------------------------------------- |
| 1980 | Paquita                                            | Makarova and Company                                | Uris Theater (New York)                        |
| 1980 | Raymonda (Sinona No. 5 for Harpsichord and Violin) | Makarova and Company                                | Uris Theater (New York)                        |
| 1981 | Piano Pieces (Polka de Salon)                      | New York City Ballet                                | Tchaikovsky Festival (New York)                |
| 1982 | Coppelia                                           | New York City Ballet                                | New York State Theater                         |
| 1983 | Interplay                                          | New York City Ballet                                | New York State Theater                         |
| 1985 | Piano Pieces                                       | New York City Ballet                                | New York State Theater                         |
| 1985 | Shadows                                            | New York City Ballet                                | New York State Theater                         |
| 1986 | Prodigal Son                                       | New York City Ballet                                | New York State Theater                         |
| 1986 | Shadows                                            | New York City Ballet                                | New York State Theater                         |
| 1987 | Tschaikovsky Pas de Deux / Le Tombeau de Couperin  | New York City Ballet                                | New York State Theater                         |
| 1987 | River Suite                                        | The Choreography Project                            | New York                                       |
| 1988 | Tombeau de Couperin                                | New York City Ballet                                | New York State Theater                         |
| 1989 | The Nutcracker                                     | New York City Ballet                                | New York State Theater                         |
| 1990 | Cortege Hongrois (Pas de Quatre)                   | New York City Ballet                                | New York State Theater                         |
| 1990 | Prodigal Son                                       | New York City Ballet                                | New York State Theater                         |
| 1990 | The Four Temperaments                              | New York City Ballet                                | New York State Theater                         |
| 1990 | Fearful Symmetries                                 | New York City Ballet                                | New York State Theater                         |
| 1990 | Cortege Hongrois (Pas de Quatre)                   | New York City Ballet                                | New York State Theater                         |
| 1991 | Tombeau de Couperin                                | New York City Ballet                                | New York State Theater                         |
| 1991 | Allegro Brillante / Episodes                       | New York City Ballet                                | New York State Theater                         |
| 1991 | Tschaikovsky Pas de Deux                           | New York City Ballet                                | New York State Theater                         |
| 1992 | The Nutcracker                                     | New York City Ballet                                | New York State Theater                         |
| 1992 | Tombeau de Couperin / Prague Symphony              | New York City Ballet                                | New York State Theater                         |
| 1993 | D Train                                            | Manhattan Class Company & Fay Simpson Dance Theater | Manhattan Class Company Theater                |
| 1993 | The Red Shoes                                      | Martin Starger, MCA/Universal, James M. Nederlander | Gershwin Theater, New York                     |
| 1996 | Dance Umbrella                                     | Mark Baldwin Company                                | Queen Elizabeth Hall, London                   |
| 1997 | Night & Day                                        | Mark Baldwin Company                                | Queen Elizabeth Hall, London                   |
| 1998 | And Like That                                      | O’Day Dances                                        | Joyce Theater, Chelsea New York State Theater  |
| 1999 | Dance Umbrella                                     | Mark Baldwin Company                                | Queen Elizabeth Hall, London                   |
| 1999 | Julius Tomb                                        | Mark Baldwin Company                                | The Point, Dublin Brunton Theatre, Musselburgh |
| 2002 | Ago                                                | Mark Baldwin Company                                | Black Eagles Theatre Square, London            |
| 2002 | Up From The Waste                                  | Antonia Franceschi                                  | Albany Theatre, London                         |
| 2003 | Sophie                                             | Cathy Marston                                       | Linbury Studio Theatre, London                 |
| 2006 | Up From The Waste                                  | Nancy Meckler                                       | Soho Theatre, London                           |
| 2009 | Prelude                                            |                                                     | Gateshead Old Town Hall                        |

### Choreografin
- 1998: Apollo / Tschaikovsky Pas de Deux (Queen Elizabeth Hall, London)
- 1999: Allegro Brillante / Concerto 622 / Life Story (Royal Festival Hall, London)
- 2002: Up From The Waste (Albany Theatre, London)
- 2006: Up From The Waste (Soho Theatre, London)
- 2007: Shift, Trip, Catch (Linbury Studio Theatre, London; aufgeführt vom Ballet Black)
- 2009: Kinderszenen (Linbury Studio Theatre, London; aufgeführt vom Ballet Black)
- 2009: Pop8 (Lion & Unicorn Theatre, London; aufgeführt vom Ballet Black)

## Filmografie
- 1978: Grease
- 1980: Fame – Der Weg zum Ruhm (Fame)
- 1986: Karate Kid II – Entscheidung in Okinawa (The Karate Kid, Part II)
- 2000: Die goldene Schale (The Golden Bowl)